# Заслуженный работник связи и информации Российской Федерации
«Заслуженный работник связи и информации Российской Федерации» — почётное звание, входящее в систему государственных наград Российской Федерации.

## Основания для присвоения
Почетное звание «Заслуженный работник связи и информации Российской Федерации» присваивается высокопрофессиональным работникам связи, средств массовой информации и массовых коммуникаций за личные заслуги:
- в развитии и совершенствовании современных средств связи, средств передачи и приёма информации, основанных на внедрении высокопроизводительного цифрового телекоммуникационного оборудования;
- в развитии российских средств массовой информации и массовых коммуникаций;
- в создании в сфере средств массовой информации и массовых коммуникаций социально значимых проектов, получивших широкое признание общественности и профессионального сообщества;
- в разработке и внедрении принципиально новой высокоэффективной коммуникационной техники и видов связи нового поколения, позволяющих предоставлять потребителю широкий спектр телекоммуникационных услуг;
- в развитии и внедрении современных информационных технологий и инженерных решений, используемых в производстве и распространении массовой информации;
- в улучшении качества телекоммуникационного обслуживания населения и организаций;
- в своевременном обеспечении населения и организаций объективной информацией;
- в формировании объективного отношения к России за рубежом;
- в подготовке квалифицированных кадров для организаций, осуществляющих деятельность в области связи, информации, технологий и массовых коммуникаций.

Почётное звание «Заслуженный работник связи и информации Российской Федерации» присваивается, как правило, не ранее чем через 20 лет с начала осуществления профессиональной деятельности и при наличии у представленного к награде лица отраслевых наград (поощрений) федеральных органов государственной власти или органов государственной власти субъектов Российской Федерации.

## Порядок присвоения
Почётные звания Российской Федерации присваиваются указами Президента Российской Федерации на основании представлений, внесенных ему по результатам рассмотрения ходатайства о награждении и предложения Комиссии при Президенте Российской Федерации по государственным наградам.

## История звания
Почётное звание «Заслуженный работник связи и информации Российской Федерации» установлено Указом Президента Российской Федерации от 19 июля 2018 года № 437 «О некоторых вопросах государственной наградной системы Российской Федерации».
Предшествующей государственной наградой являлось почётное звание Заслуженный работник связи Российской Федерации, упразднённое при установлении почётного звания «Заслуженный работник связи и информации Российской Федерации».

## Нагрудный знак
Нагрудный знак имеет единую для почётных званий Российской Федерации форму и изготавливается из серебра высотой 40 мм и шириной 30 мм. Он имеет форму овального венка, образуемого лавровой и дубовой ветвями. Перекрещенные внизу концы ветвей перевязаны бантом. На верхней части венка располагается Государственный герб Российской Федерации. На лицевой стороне, в центральной части, на венок наложен картуш с надписью — наименованием почётного звания.